# Valle delle Cannuccete
Valle delle Cannuccete este o arie protejată (arie specială de conservare — SAC, sit de importanță comunitară — SCI) din Italia întinsă pe o suprafață de 383 ha, integral pe uscat.

## Localizare
Centrul sitului Valle delle Cannuccete este situat la coordonatele 41°51′04″N 12°54′46″E / 41.851111°N 12.912778°E.

## Înființare
Situl Valle delle Cannuccete a fost declarat sit de importanță comunitară în iunie 1995 pentru a proteja 8 specii de animale. Situl a fost protejat și ca arie specială de conservare în decembrie 2016.

## Biodiversitate
Situată în ecoregiunea mediteraneană, aria protejată conține 2 habitate naturale: Păduri pe pante, grohotișuri și ravene de Tilio-Acerion, Pseudostepă cu ierburi și specii anuale de Thero-Brachypodietea.
La baza desemnării sitului se află mai multe specii protejate:
- păsări (5): șerpar (Circaetus gallicus), șoim călător (Falco peregrinus), șoimul rândunelelor (Falco subbuteo), ciocârlie de pădure (Lullula arborea), gaia neagră (Milvus migrans)
- amfibieni (2): Bombina pachypus, Salamandrina terdigitata
- nevertebrate (1): Euplagia quadripunctaria

Pe lângă speciile protejate, pe teritoriul sitului au mai fost identificate 6 specii de plante, 1 specie de amfibieni, 2 specii de mamifere.